# Palikur
De Palikur, door henzelf Parikwene genoemd, is een inheems volk, dat woonachtig is in Frans-Guyana en Terra Indígena Uaçá in Amapá, Brazilië. Ze behoren tot de Arowakken en bevinden zich voornamelijk in het gebied rond de Oiapoque. Ze spreken Paikwaki en Creools. Er zijn ongeveer 1.712 Palikur in Brazilië (2014) en 900 Palikur in Frans-Guyana (2015).

## Geschiedenis
De Palikur werden voor het eerst genoemd in 1513 als een inheems volk dat aan de monding van de Amazone woonde. De Palikur noemen zichzelf Parikwene hetgeen het volk van de middelste rivier betekent. De middelste rivier is de Urucaua in Amapá en wordt beschouwd als het oorspronkelijke moederland. De Palikur werden vijandig benaderd door de Portugezen en sloten vriendschappelijke relaties met de Fransen waarmee ze handel dreven.
De grens tussen Frankrijk en Brazilië was in dispuut en gedurende de 19e eeuw werd Amapá beschouwd als neutraal gebied. In 1900 werd besloten de Oiapoque als grens te beschouwen, en bevonden de Palikur zich voornamelijk aan Braziliaanse zijde. Een deel van de bevolking migreerde naar Frans-Guyana waar ze in Saint-Georges werden opgevangen. De Franse groep is grotendeels geïntegreerd in de samenleving. In 1930 probeerde Brazilië een school te stichten, maar het aanbod werd geweigerd. In 1968 slaagde Fundação Nacional do Índio (FUNAI) erin relaties te onderhouden met de groep. In 1967 arriveerde de New Tribes Mission, een pinksterbeweging, in het gebied en bekeerde de Palikur van Brazilië. In 1991 werd het reservaat Terra Indígena Uaçá opgericht voor de Palikur en andere stammen van het Oiapoquegebied.

## Taal

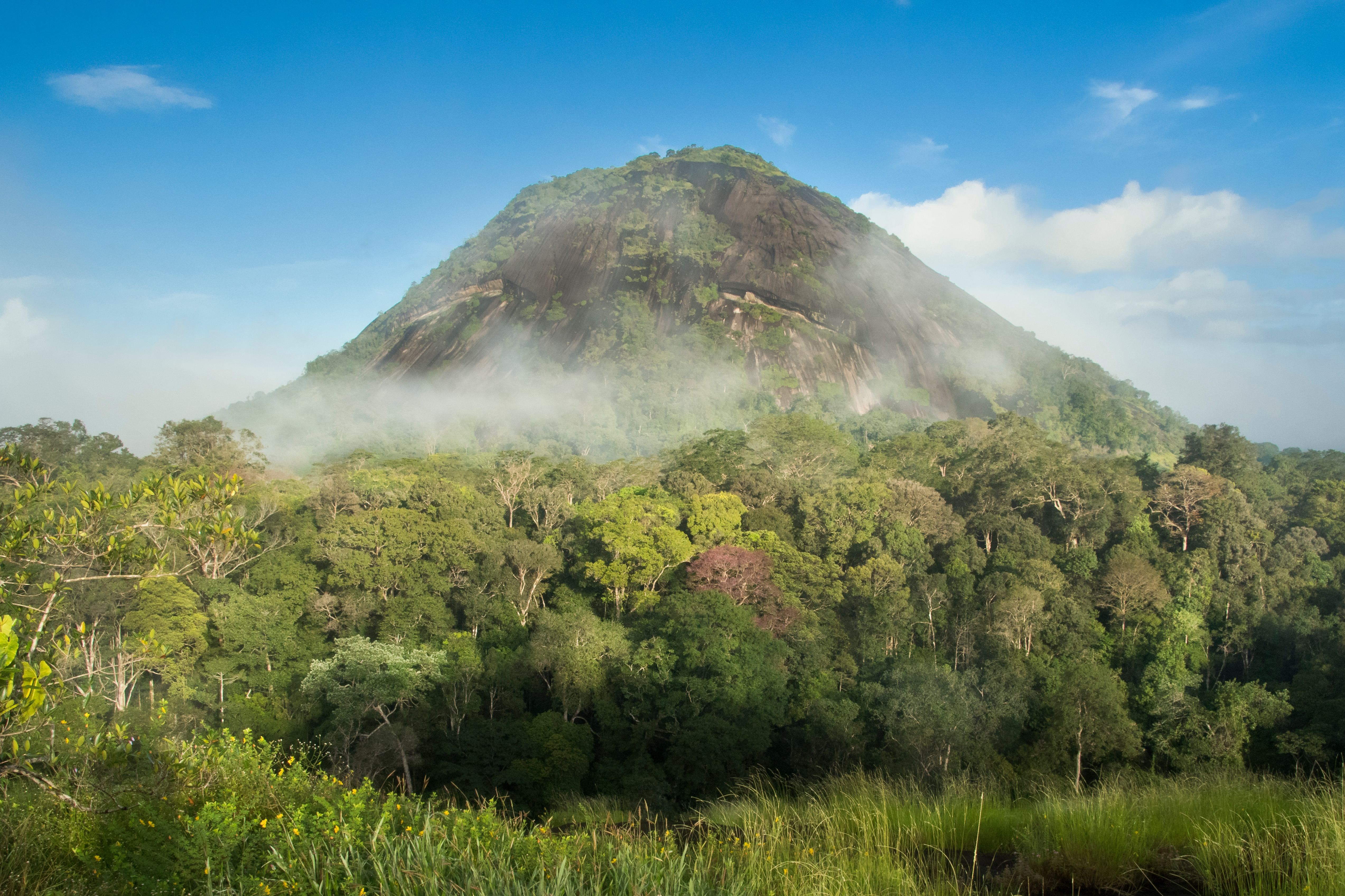
Monte Karupina bij Kumenê in Terra Indígena Uaçá

De Palikur spraken oorspronkelijk Paikwaki, maar Creools werd de lingua franca in de contacten met de Fransen en andere inheemse volken in het gebied. Creools wordt zowel aan Franse en aan Braziliaanse zijde gesproken. De Franse groep spreekt tevens Frans. Door de Braziliaanse jeugd wordt Portugees gesproken, maar de kennis bij de oudere generatie is beperkt. Het aantal Paikwaki-sprekers wordt geschat op 1.200 tot 1.700 personen. De taal wordt beschouwd als kwetsbaar in Brazilië en bedreigd in Frans-Guyana.

## Locatie
Het oorspronkelijk gebied is rond de Urucaua. In Brazilië is tussen 1982 en 1991 Terra Indígena Uaçá gedemarceerd dat bestaat uit een 5.181 km2 gebied voor de volken van de Palikur, Uaçá Galibi en Karipuna do Amapá. Het hoofddorp van de Palikur is Kumenê, maar er zijn nog 11 andere dorpen. In Frans-Guyana wonen de Palikur voornamelijk in Saint-Georges, Trois-Palétuviers en Régina.
- Bibliothèque nationale de France: cb12220362k (data)
- Library of Congress Control Number: sh87007887
- Nationale Bibliotheek van Israël: 987007541535205171

Arowakken (Lokono) · Karaïben (Kari’na) · Palikur · Teko (Emerillon) · Wayampi · Wayana

Aparai · Karipuna do Amapá